# ارنان رافو
ارنان رافو (اسپانیایی: Hernán Raffo‎; ۲ ژوئیهٔ ۱۹۲۹ – ۲۴ ژوئیهٔ ۲۰۱۲) بازیکن بسکتبال اهل شیلی بود. وی در بازی‌های المپیک تابستانی ۱۹۴۸، ۱۹۵۲ و ۱۹۵۶ شرکت کرده‌است.